# Bavayia ornata
Bavayia ornata е вид влечуго от семейство Diplodactylidae. Видът е застрашен от изчезване.

## Разпространение
Разпространен е в Нова Каледония.